# Nová Ves (Třemešné)
Nová Ves je malá vesnice, část obce Třemešné v okrese Tachov v Plzeňském kraji. Nachází se asi čtyři kilometry západně od Třemešné. Prochází zde silnice II/198. Je zde evidováno 31 adres. V roce 2011 zde trvale žilo 59 obyvatel.
Nová Ves leží v katastrálním území Nová Ves pod Přimdou o rozloze 28,91 km².

## Historie
První písemná zmínka o vesnici pochází z roku 1497.

## Obyvatelstvo
| Rok            | 1869  | 1880  | 1890 | 1900  | 1910  | 1921  | 1930  | 1950 | 1961 | 1970 | 1980 | 1991 | 2001 | 2011 | 2021 |
| -------------- | ----- | ----- | ---- | ----- | ----- | ----- | ----- | ---- | ---- | ---- | ---- | ---- | ---- | ---- | ---- |
| Počet obyvatel | 1 098 | 1 066 | 996  | 1 026 | 1 057 | 1 028 | 1 091 | 135  | 56   | 82   | 60   | 48   | 48   | 59   | 42   |
| Počet domů     | 118   | 130   | 129  | 133   | 138   | 150   | 190   | 126  | 15   | 15   | 15   | 19   | 17   | 21   | 20   |

## Obecní správa
Při sčítání lidu v letech 1850–1959 Nová Ves byla samostatnou obcí v okrese Tachov. V letech 1960–1971 byla částí města Přimda v okrese Tachov. Od 26. listopadu 1971 je částí obce Třemešné v okrese Tachov, kdy se konaly obecní volby.